# سبوی دسته‌دار

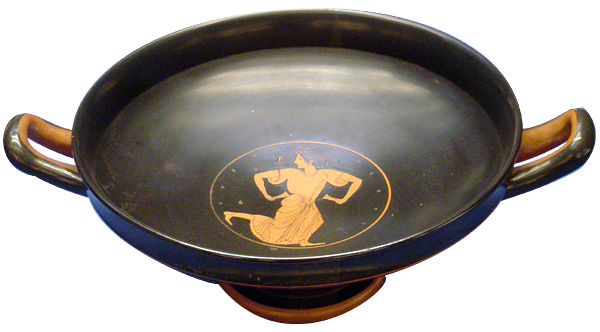
سبوی دسته‌دار ائورگیدس (حدود ۵۰۰ پیش از میلاد). در موزه بریتانیا، لندن.

سَبوی دسته‌دار یا کیلیکس (یونانی باستان: κύλιξ, pl. κύλικες) گونه‌ای ظرف می‌گساری در یونان باستان بود که کف آن پهن و کم‌عمق بود و بر روی پایه‌ای قرار داشت. دو دستگیره افقی نیز به این سبوها وصل بود. سطح مدور و تقریباً مسطح کف سبو را معمولاً با نقش‌هایی سیاه و سرخ، به سبک کوزه‌گری سده‌های شش و پنج پیش از میلاد تزئین می‌کردند.
این نقش‌ها برای مهمان در زیر شراب تیره‌رنگ پنهان می‌ماند و رفته رفته با نوشیدن شراب، نقش زیر سبو نیز واضح‌تر می‌شد و این نقش‌ها را طوری می‌کشیدند که دیدن تدریجی آن توسط مهمان باعث تفریح و شگفتی او شود.